# Ana Lara
Pour les articles homonymes, voir Lara.
Ana Lara Zavala (né le 30 novembre 1959 à Mexico) est une compositrice mexicaine de musique contemporaine.

## Biographie
Ana Lara est née à Mexico, d'Hernán Lara et Nydia Zavala. Elle a étudié au Conservatoire national de musique auprès de Mario Lavista et Daniel Catán, et plus tard Federico Ibarra Groth. Elle poursuit ses études à l'Université de musique Frédéric-Chopin de Varsovie auprès de Zbigniew Rudziński et Włodzimierz Kotoński. Elle étudie aussi l'ethnomusicologie à l'Université du Maryland.
Après ses études, Ana Lara travaille comme compositrice et productrice de musique. En 1989, elle commence à produire un programme de musique contemporaine pour la radio de l'UNAM, intitulé Hacia una nueva música.
En 2000, elle est nommée au Latin Grammy Award comme productrice du meilleur album de musique classique.
Elle a créé le festival Musique et Scène de Mexico, et en a été la directrice artistique. Elle donne aussi des cours et des séminaires sur la musique d'Amérique latine et la musique du XXe siècle.
En 2016, elle est nommée directrice de l'Institut culturel du Mexique en France.

## Œuvres
- 1985 In Memoriam, violoncelle et flauta en Sol
- 1986 Two etudes, piano
- 1989 La Víspera pour orchestre
- 1990 Saga, harpe
- 1990-1991 Desasosiego, mezzo/actrice et orchestre de chambre
- 1992 Pegaso, clavecín, piano ou orgue
- 1992 Vitrales, alto, violoncelle et contrabajo
- 1992 O mar, maré, bateaux, guitare à quatre mains ou deux guitares
- 1993-1994 Ángeles de llama y hielo, orchestre
- 1996 et la marcha de la humanidad? pour la scène, chorégraphie d'Alicia Sánchez
- 1997 Requiem, pour chœur a cappella
- 1998 Más allá pour la scène
- 1998-1999 Darkness Visible, flûte, clarinette/clarinette basse, violon, alto, violoncelle, contrabasse, piano et percussion
- 1999 Viejas Historias pour la scène. chorégraphie de Rossana Filomarino
- 2000 Estudios Rítmicos, pour quatuor de percussions
- 2000 Celebraciones pour la scène. chorégraphie de Rossana Filomarino
- 2001 Vértigos, trío pour flauta en Do, flauta alto, clarinette et clarinette basse, et piano
- 2002 Elles pour la scène. chorégraphie de Luoise Bédard
- 2003-2004 Dos visiones, pour orchestre
- 2006 Recuerdos del poeta, piano
- 2005 Epitafios y otras muertes pour barítono et piano
- 2005 Serenata para quinteto de alientos et quatuor à cordes
- 2006-2007 Sagitario, Capricornio, Acuario pour grand ensemble
- 2007 Dylan y las ballenas, 8 violoncelles et narrateur
- 2007 Cake walk (Caminata de pastelito)
- 2006 Concerto pour cor de basset
- 2007 Cuatro habitantes, pour quatuor de percussions et orchestre
- 2008-2009 Altre Lontananze, concerto pour orgueo et orchestre